# لان سامانثا تشانغ
لان سامانثا تشانغ (بالإنجليزية: Lan Samantha Chang)‏ هي كاتِبة أمريكية، ولدت في 1965 في أبلتون في الولايات المتحدة.